# بومادیزون
بومادیزون (انگلیسی: Bumadizone) یک داروی ضد التهابی غیر استروئیدی (NSAID) است.